# Der Dibbuk

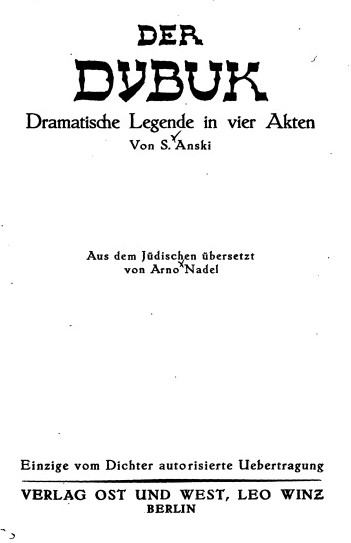
Der Dybuk, Übersetzung Arno Nadel (1921)

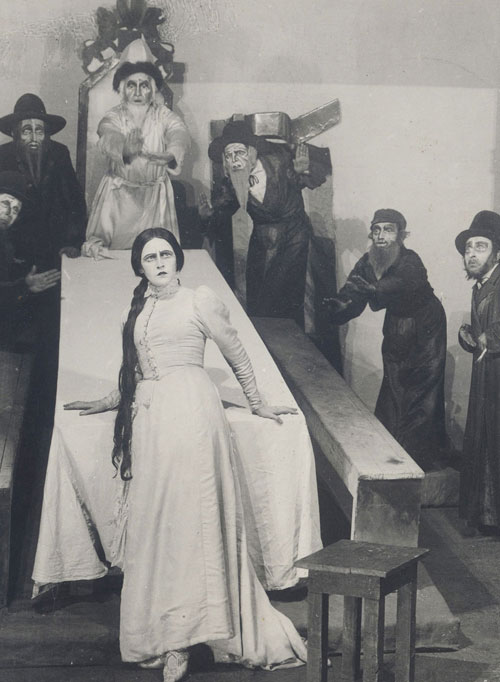
Hanna Rovina als Lea in der Schlussszene der hebräischen Uraufführung im Habima-Theater in Moskau, 31. Januar 1922

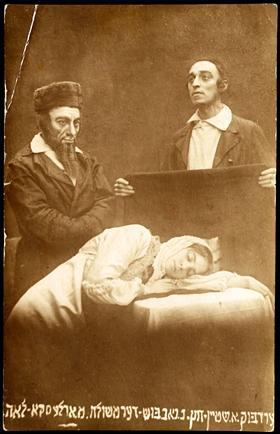
Miriam Orleska mit Noach Nachbush (links) und Alexander Stein in einer Dibbuk-Aufführung der Wilnaer Truppe, 1920

Der Dibbuk (russisch Меж двух миров [Дибук], transliteriert Mesch dwuch mirow [Dibuk]; jiddisch: דֶער דִבּוּק - צִווִישֶן צְווַיי ווֶעלְטֶן, Zwischen zwaj Welten – der Dibuk) ist ein Theaterstück des jüdischen Schriftstellers Salomon An-ski. Es wurde zwischen 1913 und 1916 zunächst auf Russisch verfasst und vom Autor ins Jiddische übersetzt. In dieser Version erfolgte 1920 die Uraufführung durch die Wilnaer Truppe in Warschau. Eine hebräische Version von Chaim Nachman Bialik wurde im Habima-Theater in Moskau 1922 uraufgeführt.
Das Stück schildert die Besessenheit einer Frau durch den bösen Geist ihres toten Geliebten, der in der jüdischen Folklore als Dibbuk bekannt ist. Es ist das bekannteste Bühnenwerk von An-ski und gilt als Klassiker der jiddischen Literatur.

## Handlung
Die Handlung spielt in einem Stetl namens Brinitz in der Nähe von Miropol in Wolhynien, im damaligen Ansiedlungsrayon, gegen Ende des 19. Jahrhunderts.
In „vollkommener Dunkelheit“ ertönt von weither ein Singsang, der mit den Worten endet: „Das Sinken geschieht um des Steigens willen...“ (Jiddisch: Dos Fallen trogt dem Ojfkommen in sich...) Nun öffnet sich langsam der Vorhang, und der Blick fällt auf den Innenraum einer alten Holzsynagoge mit schwarzen Wänden. Hier erzählen sich drei namenlose Müßiggänger („Batlanim“), begleitet von einem ebenfalls namenlosen Abgesandten („Meschullach“), Geschichten über berühmte chassidische Zaddikim und ihre Beherrschung kabbalistischer Praktiken. Nachdem sich Chanan, ein verträumter, abgemagerter Jeschiwa-Student, zu ihnen gesellt, kommt das Gespräch auf Lea, die Tochter des reichen Händlers Sender. Chanan ist in Lea verliebt, wird jedoch von ihrem Vater wegen seiner Armut zurückgewiesen. Als Sender selbst auftritt und ankündigt, dass er seine Tochter nach langem Zögern dem Bewerber Menasche versprochen hat, stürzt Chanan tot zu Boden. Seinen Händen entfällt das Buch des Raziel.
Einige Monate später soll Lea Menasche heiraten. Wie ortsüblich tanzt Lea vor der eigentlichen Zeremonie mit den eingetroffenen Bettlern. Sie erzählt ihrer alten Amme Frieda, der tote Chanan sei ihr im Traum erschienen. Es folgt ein Besuch des heiligen Grabes im Zentrum von Brinitz. Hier ruhen eine Braut und ein Bräutigam, die während der Pogrome 1648, angeführt von Bohdan Chmelnyzkyj, unter der Chuppa ermordet wurden. Am Grab lädt Lea die Seelen ihrer verstorbenen Vorfahren zum Fest ein. Als der Bräutigam während der Zeremonie den Schleier der Braut hochheben will, stößt sie ihn zurück – aus ihr schreit eine Männerstimme. Der Abgesandte erklärt, sie sei von einem Dibbuk besessen.
Der Zaddik Esriel von Miropol übernimmt die Aufgabe, bei sich zu Hause die Tochter des reichen Sender von ihrem Geist zu befreien. Doch der Dibbuk weigert sich, der Aufforderung Folge zu leisten. Esriel erkennt ihn, bezeichnet ihn als Chanan und ruft ein rabbinisches Gericht auf, ihn mit einem Bann zu belegen. Der Gerichtsvorsitzende Rabbi Samson tritt auf und erklärt, dass ihm im Traum der Geist Nissans, des Vaters von Chanan, erschienen sei und Sender vor dem Gericht anklagt, weil er verantwortlich für den Tod seines Sohnes sei. Der Prozess wird auf den nächsten Tag verschoben.
Vor Gericht erscheint die Seele Nissans und teilt sich den Anwesenden durch Rabbi Samson mit: Nissan und Sender seien gute Freunde gewesen und hätten gelobt, dass wenn der eine Vater eines Sohnes und der andere Vater einer Tochter würde, diese einander heiraten sollten. Nissan verstarb ein Jahr nach der Geburt seines Sohnes Chanan, doch dieser gelangte nach Brinitz und verliebte sich in Lea. Nissan beschuldigt Sender, durch seine Zurückweisung Chanan in Verzweiflung getrieben zu haben, worauf sich dieser der „anderen Seite“ zugewandt habe. Das Gericht spricht Sender vom Vorwurf des Gelübdebruchs frei, da niemand über ein ungeborenes Geschöpf verfügen kann, trägt ihm jedoch auf, die Hälfte seines Besitzes den Armen zu überlassen und täglich das Kaddisch für Nissan und Chanan zu beten.
Während der heilige Esriel einen dramatischen Exorzismus unter Zuhilfenahme eines Widderhorns und schwarzer Kerzen ausführt, verlässt der Dibbuk schließlich Leas Körper, und sie liegt entkräftet am Boden. Die Hochzeit mit Menasche wird vorbereitet. Lea spricht mit dem Geist Chanans und gesteht ihm, sie habe ihn seit dem ersten Anblick geliebt. Ihre Seele verlässt ihren Körper, und Lea und Chanan sind im Tode vereint.

## Aufführungsgeschichte

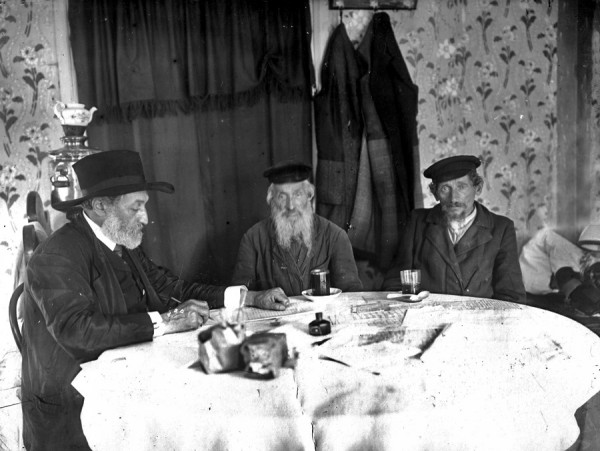
Anski (links) bei einer Befragung von zwei Bewohnern des Ansiedlungsrayons, 1912

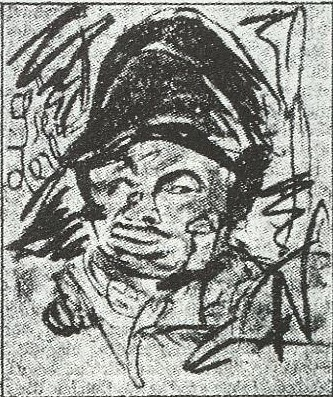
Arno Nadel: Weniamin Suskin als Sender

Zwischen 1912 und 1914 leitete Salomon Anski eine ethnografische Expedition in entlegenen Dörfern der westlichen Ukraine im jüdischen Ansiedlungsrayon, finanziert durch Wladimir Günzburg, den Sohn von Horace Günzburg. Nach der Niederschrift des Dibbuk auf Russisch zeigte er das Stück Konstantin Stanislawski. Der Direktor des Moskauer Künstlertheaters schlug dem Autor vor, die russische Version auf Jiddisch zu übersetzen, um eine authentischere Wirkung zu erzielen. Anski verfertigte die Übersetzung, starb aber einen Monat vor der geplanten Uraufführung. Zu Ehren des verstorbenen Autors erarbeitete die Wilnaer Truppe in der 30-tägigen Trauerzeit nach seinem Tod das Stück. Die Premiere am 9. Dezember 1920 im Elyseum-Theater in Warschau und die folgenden Aufführungen wurden zum größten Erfolg der Truppe aus Wilna. Einen weiteren Erfolg erlebte die jiddische Version ab 1921 im Yiddish Art Theatre in New York unter der Regie von Maurice Schwartz. Die hebräische Übersetzung von Chaim Nachman Bialik, mit Hanna Rovina in der Hauptrolle der Lea und Jewgeni Wachtangow als Regisseur, hatte am 9. Dezember 1922 im Habima-Theater in Moskau Premiere. Sie wurde in der Sowjetunion bis zum Januar 1926 300-mal aufgeführt, worauf die Truppe zu einer internationalen Tournee aufbrach und schließlich nach Tel Aviv übersiedelte.
Das Stück wurde in zahlreiche weitere Sprachen übersetzt und mehrfach adaptiert. 1925 fand die deutsche Uraufführung in der Wiener Rolandbühne statt, mit Friedrich Feher als Darsteller des Esriel und seiner Gattin Magda Sonja als Lea. Im Dezember 1925 wurde erstmals eine englische Version im Neighborhood Playhouse in New York aufgeführt. 1928 war die Premiere der französischen Übersetzung unter der Regie von Gaston Baty im Théâtre des Champs-Élysées in Paris. In Deutschland war Klaus Pohl 1979 im Deutschen Schauspielhaus in Hamburg als Chanan zu sehen. Das Stück enthält ursprünglich über 30 Darsteller, dazu zahlreiche Statisten als Chassidim, Händler, Talmudschüler, Hochzeitsgäste, Bettler und Kinder. Die Besetzung kann jedoch je nach Inszenierung sehr variieren. Während in einer Aufführung am Düsseldorfer Schauspielhaus 1996 unter der Regie von Janusz Wisniewski die Figur der Lea auf drei Personen aufgeteilt wurde, teilten sich Miriam Goldschmidt und Urs Bihler an der Berliner Schaubühne sämtliche Rollen.
In Polen erschien 1937 der Film Der Dybbuk des Regisseurs Michał Waszyński. 2003 inszenierte der Regisseur Krzysztof Warlikowski aus Motiven des Stücks von Anski und einer Kurzgeschichte von Hanna Krall eine Aufführung in Breslau und im Teatr Rozmaitości Warszawa (TR Warszawa) in Warschau.